# Elymus bungeanus
Elymus bungeanus là một loài thực vật có hoa trong họ Hòa thảo. Loài này được (Trin.) Melderis mô tả khoa học đầu tiên năm 1978.